# Aghbolagh-e Hamadani
Aghbolagh-e Hamadani – wieś w Iranie, w ostanie Azerbejdżan Zachodni, w szahrestanie Takab. W 2006 roku liczyła 119 mieszkańców.